# Битва за Владикавказ (1918)
Би́тва за Владикавка́з или Августовские события — наступление войск белой армии против РККА, целью которого было захватить город Владикавказ в годы Гражданской войны на территории Северного Кавказа.

## Предыстория сражения
Ингуши поддерживали советскую власть ради той земли, которую большевики обещали и дали ингушскому народу.
Ингуши на съезде в Назрани вынесли резолюцию, в которой заявляли, что всеми силами будут противостоять насильственному занятию кем бы то не было города Владикавказа, как культурного центра Ингушетии.
11 июля 1918 года во Владикавказ прибыл Г. К. Орджоникидзе и сразу же развернул здесь энергичную работу по мобилизации боевых сил. Под его руководством шла подготовка и к IV съезду народов Терека. Съезд начал свою работу 23 июля 1918 года. На нем обсуждались вопросы о текущем моменте, об объединении республик Северного Кавказа, аграрный, продовольственный и другие. Было уделено также большое внимание вопросу о прекращении военных действий со стороны белоказачьих мятежников, возглавляемых Г. Бичераховым. Однако казачьи верхи от мира отказались.
2 августа съезд избрал Терский Народный совет. От ингушской фракции в него вошли Г. Ахриев, М. Саутиев и П. Мальсагов. Затем съезд готовился приступить к избранию Совета Народных Комиссаров, но решение этого вопроса было сорвано нападением белогвардейцев, нарушивших договоренности о перемирии.

## Ход сражения
Хорошо организованные отряды бичераховцев из города Моздок повели наступление на Владикавказ. В ночь с 5 на 6 августа 1918 года вооруженные бичераховцев отряды под командованием полковников Соколова и Беликова, к которым примкнули казаки станиц Ардонской, Архонской, Тарской, Сунженской и часть крестьян осетинских селении Гизель, Ольгинское совершили нападения на Владикавказ, бичераховцы предприняли попытку захватить весь состав съезда во главе с Орджоникидзе. Начались упорные одиннадцатидневные уличные бои. Положение красных войск было тяжелым: боеприпасы таяли, а враг все наседал. Тогда штаб решил обратиться за помощь к ингушскому народу. В результате попытка бичераховцев захватить помещение Кадетского корпуса, где заседал IV съезд народов Терека, была отбита совместными усилиями красноармейцев и ингушской красной армией. Делегаты съезда получили возможность через горную Ингушетию перебраться в Назрань, чтобы продолжить борьбу за освобождение Владикавказа.
9 августа в селе Базоркино состоялся съезд ингушского народа, на котором Г. Орджоникидзе выступил с призывом встать единым фронтом против врага. Здесь же на съезде стали формироваться полки и сотни. Командующим всеми вооруженными силами был назначен Муса Саутиев, а начальником штаба стал Саид Тангиев. Часть ингушских отрядов двинулась на Владикавказ.
Отмечая роль ингушей в августовских событиях, С. Орджоникидзе говорил на съезде: «Я помню момент перед концом IV съезда, когда мы висели на волоске. Это был момент неуверенности, когда за нами не шли, а на нас робко оглядывались. И в этот момент одиночества Советской власти маленький ингушский народ весь встал на защиту Советской власти».
На пятый день боев на помощь Владикавказу прибыл отряд грозненских рабочих-красногвардейцев во главе с Левандовским. Бои в городе шли за каждую улицу, за каждый дом.

## Итоги
Только 17 августа усилиями ингушских красных отрядов город был очищен от белогвардейцев. Делегаты IV съезда вернулись из Назрани во Владикавказ и продолжили свою работу.
Как позже вспоминал С. Орджоникидзе, советская власть вновь была утверждена в Владикавказе волей «трудового ингушского народа».